# RAF Fylingdales
RAF Fylingdales es una estación de las Fuerzas Armadas Británicas situada en páramos de las Tierras Altas de Lockton, en North York, Inglaterra. Una base de radares y parte del Sistema de Alerta Temprana de Misiles Balísticos controlada por los Estados Unidos. Dada la buena relación entre ambos países, dicha información en compartida. Su misión es proporcionar alerta y protección a ambos Gobiernos frente a posibles ataques con misiles balísticos en la Guerra Fría.